# Keithsburg
Keithsburg és una població dels Estats Units a l'estat d'Illinois. Segons el cens del 2000 tenia 714 habitants.

## Demografia
Segons el cens del 2000, Keithsburg tenia 714 habitants, 278 habitatges, i 199 famílies. La densitat de població era de 106,9 habitants/km².
Dels 278 habitatges en un 30,2% hi vivien nens de menys de 18 anys, en un 57,2% hi vivien parelles casades, en un 10,1% dones solteres, i en un 28,1% no eren unitats familiars. En el 24,5% dels habitatges hi vivien persones soles el 16,9% de les quals corresponia a persones de 65 anys o més que vivien soles. El nombre mitjà de persones vivint en cada habitatge era de 2,57 i el nombre mitjà de persones que vivien en cada família era de 2,96.
Per edats la població es repartia de la següent manera: un 26,9% tenia menys de 18 anys, un 7,7% entre 18 i 24, un 26,6% entre 25 i 44, un 22,1% de 45 a 60 i un 16,7% 65 anys o més.
L'edat mediana era de 36 anys. Per cada 100 dones de 18 o més anys hi havia 88,4 homes.
La renda mediana per habitatge era de 32.500 $ i la renda mediana per família de 40.781 $. Els homes tenien una renda mediana de 27.000 $ mentre que les dones 16.719 $. La renda per capita de la població era de 14.008 $. Aproximadament el 10,3% de les famílies i el 14% de la població estaven per davall del llindar de pobresa.

## Poblacions més properes
El següent diagrama mostra les poblacions més properes.